# NGC 3787
NGC 3787 is een lensvormig sterrenstelsel in het sterrenbeeld Leeuw. Het hemelobject werd op 10 mei 1864 ontdekt door de Duits-Deense astronoom Heinrich Louis d'Arrest.

## Synoniemen
- MCG 4-28-15
- ZWG 127.17
- ARAK 306
- PGC 36154